# إيرل دوفال
إيرل دوفال (بالإنجليزية: Earl Duvall)‏ هو فنان قصص مصورة ورسام رسوم متحركة ومخرج أمريكي، ولد في 2 أبريل 1898، وتوفي في 7 يناير 1969.

## وصلات خارجية
- إيرل دوفال على موقع IMDb (الإنجليزية)
- إيرل دوفال على موقع أول موفي (الإنجليزية)
- إيرل دوفال على موقع قاعدة بيانات الفيلم (الإنجليزية)
- إيرل دوفال على موقع كينوبويسك (الروسية)